# Mad (magazin)
Mad (stilizovano kao MAD) američki je humoristički magazin koji su osnovali urednik Harvi Kurcman i izdavač Vilijam Gejns 1952. godine. Magazin je bio lansiran kao strip pre nego što je postao časopis. Bio je široko imitiran i veoma uticajan, utičući na satirične medije, kao i na kulturni pejzaž 20. veka. Urednik Al Feldstajn je tokom vrhunca cirkulacije 1974. povećao čitateljsku publiku na više od dva miliona.
Ovaj časopis, koji je poslednji preživeli naslov iz linije EC Komiks, objavljuje satire o svim aspektima života i popularne kulture, politike, zabave i javnih ličnosti. Njegov format je podeljen na brojne ponavljajuće segmente poput TV i filmskih parodija, kao i članke u slobodnoj formi. Madova maskota, Alfred E. Njuman, obično je fokusna tačka naslovne stranice časopisa, pri čemu njegovo lice često zamjenjuje lice slavne ličnosti ili lika koji je predmet satire izdanja.
Od 1952. do 2018. godine Mad je objavio 550 redovnih izdanja, kao i stotine ponovnih štampanja „Specijala”, knjiga mekih korica od originalnog materijala, preštampavanja kompilacijskih knjiga i druge štampane projekte. Numeracija časopisa je vraćena na #1 sa izdanjem iz juna 2018. godine, što se podudara sa premeštanjem sedišta časopisa na Zapadnu obalu. U julu 2019. godine je objavljeno da će Mad okončati distribuciju na kioscima nakon 67 godina i da će biti dostupan samo putem direktnog tržišta i pretplate. Buduća izdanja će se prevashodno sastojati od preštampanog materijala iz arhive časopisa.

## Istorija
Mad je započeo kao strip koji je objavljivao EC, a debitovao je u avgustu 1952 (datum naslovne strane oktobar-novembar). Kancelarija stripa se u početku nalazila na donjem Menhetnu u ulici 225 Lafajet, dok je početkom 1960-ih preseljena u 485 Madison aveniju, lokaciju koja je u časopisu navedena kao „485 MADison Avenue”.
Prvo izdanje gotovo je u potpunosti napisao Harvei Kurcman, a ilustracije su pripremili: Voli Vud, Vil Elder, Džek Dejvis i Džon Severin. Vud, Elder i Dejvis su bili tri glavna ilustratora tokom izdavanja 23 broja stripa.
Da bi zadržao Kurcmana kao svog urednika, strip je pretvoren u format magazina od broja 24, 1955. godine. Transformacija je navela Kurcmana da ostane još godinu dana, ali taj potez je uklonio Mad iz ograničenja Agencije za kodeks stripa. Vilijam Gejns je 1992. godine izjavio da Mad „nije promenjen [u časopis] da bi izbegao kodeks”, ali „kao rezultat ove [promene formata] on jeste izbegao kodeks”. Gejns je tvrdio da je Kurcman svojevremeno dobio „veoma unosnu ponudu od časopisa Padžent”, i budući da je Kurcman „pre toga, izrazio interesovanje za preobražavanje Mada u časopis”, Gejns se „ne znajući ništa o izdavanju časopisa”, parirao toj ponudi dozvoljavajući Kurcmanu da izvrši promenu. Gejns je dalje izjavio „da Harvi [Kurcman] nije dobio ponudu od Padženta, Mad verovatno ne bi promenio format”.
Nakon Kurcmanovog odlaska 1956. godine, novi urednik Al Feldstajn brzo je zaposlio autore poput Dona Martina, Franka Džejkobsa i Morta Drakera, a kasnije su regrutovani i Antonio Prohijas, Dejv Berg i Serdžio Aragones. Tiraž časopisa se više nego udvostručio tokom Feldstajnovog mandata, dostižući 2.132.655 u 1974. godini; kasnije je opao na trećinu ove cifre do kraja njegovog vremena kao urednika.
U svojoj najranijoj inkarnaciji, nova izdanja časopisa javljala su se neravnomerno, između četiri i sedam puta godišnje. Krajem 1958, Mad se ustalio na neobičnom rasporedu od osam izdanja godišnje, koji je trajao skoro četiri decenije. Izdanja su bila u prodaji 7 do 9 nedelja pre početka meseca navedenog na naslovnoj strani. Gejns je smatrao da je netipičan tajming neophodan za održavanje nivoa kvaliteta časopisa. Počevši od 1994. godine, Mad je počeo da postepeno stvara dodatna izdanja godišnje, dok nije dostigao tradicionalni mesečni raspored sa izdanjem iz januara 1997. Svojim 500. izdanjem (jun 2009), usred smanjenja broja kompanija u Tajm Vorneru, časopis se privremeno vratio na tromesečno objavljivanje, pre nego što se ustalio na šest brojeva godišnje u 2010. godini.
Gejns je svoju kompaniju početkom 1960-ih prodao kompaniji Kini Parking Kampani, koju je kupilo preduzeće Našonal Periodikals (a.k.a. Di-Si komiks) i Vorner bros krajem te dekade. Gejnes je imenovan članom upravnog odbora Kinija, i u znatnoj meri mu je bilo dozvoljeno da upravlja Madom kako je smatrao prikladnim bez korporativnog uplitanja.
Feldstajn se povukao 1984. godine, a zamenio ga je seniorski tim Nika Meglina i Džona Fikara, koji su zajedno uređivali Mad tokom naredne dve decenije. Dugogodišnji producentski umetnik Leni „The Beard” Brener unapređen je u umetničkog direktora, a Džo Rajola i Čarli Kadau su se pridružili kao mlađi urednici. Nakon Gejnsove smrti 1992. godine, Mad je u većoj meri ukorenjen u korporativnu strukturu Tajm Vornera (danas Vorner midija). Na kraju je magazin morao da napusti svoj dugogodišnji dom, u Aveniji Madison 485, a sredinom 1990-ih preselio se u kancelarije Di-Si komiksa, u isto vreme kada se Di-Si preselio u 1700 Brodvej. U izdanju #403 iz marta 2001. godine, magazin je prekršio svoj dugogodišnji tabu i počeo je sa prikazivanjem plaćenog oglašavanja. Dodatni prihod omogućio je uvođenje štampanja u boji i poboljšanje kvaliteta papira. Nakon što se Meglin penzionisao 2004. godine, tim koji se sastojao od Fikare (kao izvršnog urednika), Rajole, Kadau (sada starijeg urednika) i Sama Vivijana, koji je preuzeo funkciju umetničkog direktora 1999. godine, bio je na čelu Mada tokom narednih 13 godina.
Mad je tokom godina ostao jedinstvena mešavina adolescentske razuzdanosti i političkog humora. Roling stoun je u novembru 2017. napisao da je „radeći pod krinkom barf viceva, Mad postao najbolji američki magazin političke satire”. Mad je završio 550. izdanje, 65 godina izdavanja na Menhetnu krajem 2017. godine, kada su se njegove kancelarije preselile u sedište preduzeća DC Entertejnment u Berbanku u Kaliforniji. Niko se od njujorških veterana Mada nije preselio sa magazinom, što je rezultiralo promenom uredničkog rukovođstva, tona i umetničkog pravca. Više od stotinu novih imena je debitovalo u Madu, dok je manje od deset Madovih dugogodišnjih umetnika i pisaca nastavilo sa redovnim objavljivanjem. Prvo kalifornijsko izdanje Mada je bilo prenumerisano u „#1”. Bil Morison je nasledio je Fikaru u januaru 2018. Međutim, Morisonov mandat je bio najkraći od svih glavnih urednika u Madovoj istoriji, jer je bio iznenadno otpušten u februaru 2019. Veći deo uredničkog i umetničkog osoblja otpušten je nekoliko meseci kasnije.
AT&T je u junu 2018. godine završio akviziciju VarnerMedia. U julu 2019. godine objavljeno je da će se, počevši od broja 11 Madovog oživljavanja, naredna izdanja sastojati prevashodno od ponovo štampanog sadržaja iz njegovih prethodnih 67 godina objavljivanja. Mad se više neće prodavati na kioscima, već će ostati u prodavnicama stripova.

## Literatura
- Evanier, Mark,. Mad Art. ISBN 0-8230-3080-6., Watson Guptil Publications, 2002,
- Jacobs, Frank,. The 'Mad' World of William M. Gaines., Secaucus, N.J.: Lyle Stuart, 1972; Without ISBN
- Reidelbach, Maria, Completely Mad, Little Brown, 1991,  0-316-73890-5
- Bird, John; Lee, Judith Yaross, ур. (2020). Seeing MAD: Essays on MAD Magazine's Humor and Legacy. University of Missouri Press. ISBN 9780826274489.
- Reidelbach, Maria (1991). Completely Mad: A History of the Comic Book and Magazine. Little, Brown. ISBN 9780316738910.
- Evanier, Mark (2002). Mad Art: A Visual Celebration of the Art of Mad Magazine and the Idiots who Create it. Watson-Guptill Publications. ISBN 9780823030804.

## Spoljašnje veze
- Zvanični veb-sajt
- Slaubaugh, Mike. „Mad Magazine Lists”. Архивирано из оригинала 12. 3. 2016. г. Приступљено 31. 7. 2016. (Circulation figures, contributor index)
- Gilford, Doug. „Mad Magazine Contributors”. MadCoverSite.com. Архивирано из оригинала 24. 10. 2016. г. Приступљено 31. 7. 2016. (Contributor index, individual issue contents)
- Meek, James Gordon (leto 2002). „Mad at the FBI”. Atomic. Архивирано из оригинала 3. 3. 2016. г. Приступљено 31. 7. 2016.
- „It's a Gas”. Liz Berg Playlist (WFMU). 8. 1. 2007. Audio of flexi-record originally included in The Worst from Mad #9